# Felix Sieglbauer

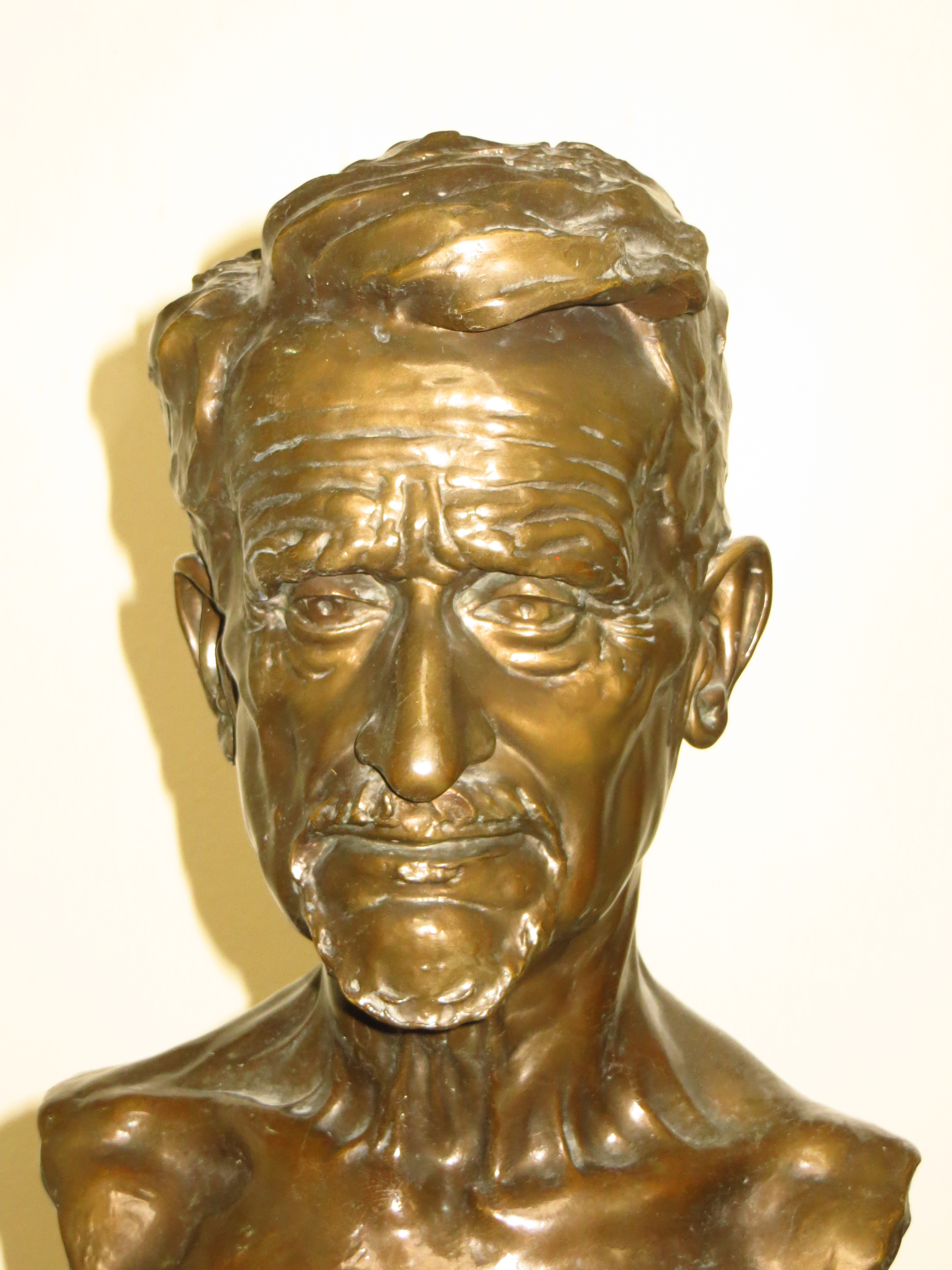
Büste von Sieglbauer im Stiegenhaus des Anatomisches Institutes an der Uni Innsbruck

Felix Sieglbauer (* 23. Oktober 1877 in Wien; † 13. Mai 1974 in Innsbruck) war ein österreichischer Arzt und Vorstand des Anatomischen Institutes der Universität Innsbruck.

## Privates
Felix Sieglbauer wurde am 23. Oktober 1877 als Sohn des Schärdingers Bürgerschullehrers Felix Sieglbauer (1853–1921) und dessen Ehefrau Leopoldine, geborene Petzold (1856–1938), als erstes von zwei Kindern in Wien geboren.
Seine um acht Jahre jüngere Schwester Hedwig ergriff, wie ihr Vater, ebenfalls den Lehrerberuf und wurde Volksschullehrerin.
Am 28. Juni 1906 heiratete Sieglbauer in Leipzig Katharine Schirmer (* 6. August 1876; † 10. Februar 1958). Dieser Ehe entsprossen zwei Kinder, Marie – später „Mizzi“ genannt (1907–1995) – und Elisabeth – später „Ilse“ genannt (1908–2000). Beide gehörten, wie auch ihre Gatten Ludwig Holzberger und Wolfgang Hardt-Stremayr der Jugendbewegung Wandervogel an.

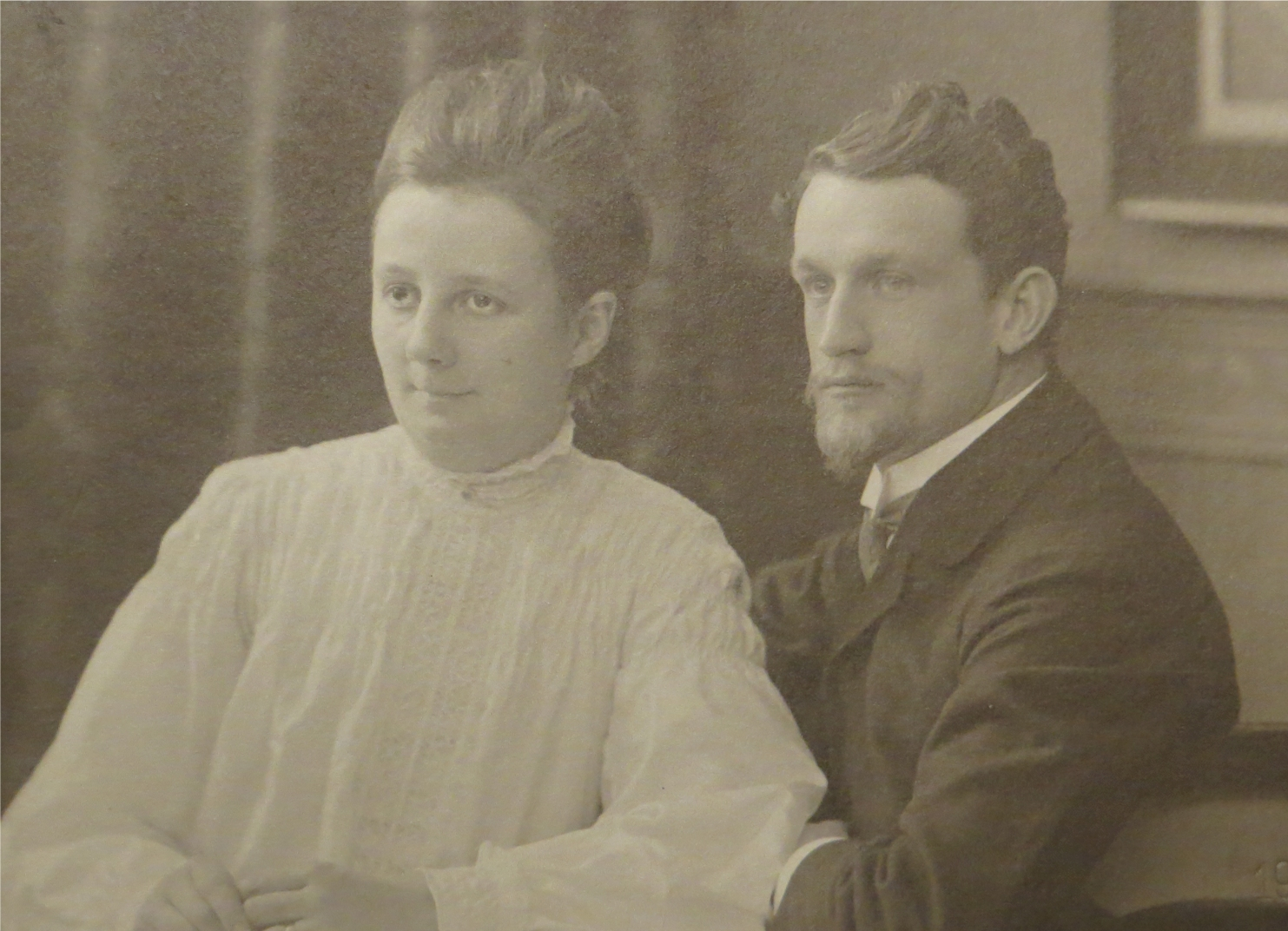
1906 Hochzeitsfoto

Ab 1917 wohnte Sieglbauer in der Nähe seines Arbeitsplatzes im Stadtteil Hötting in der Sonnenstraße 16 in einem gemieteten zweistöckigen Holzhaus – er hat Zeit seines Lebens keine Immobilien besessen. Von dort sah die Familie den geliebten Hausberg Innsbrucks, den Patscherkofel, weil sich Katharine vor der massiven Nordkette eher bedroht fühlte.

In einem eigenen Raum war ein Blüthner Klavierflügel aufgestellt, welcher aus Leipzig mitgebracht worden war, da Katharine eine abgeschlossene Pianisten-Ausbildung besaß und am liebsten herkömmliche Werke von Schubert bis Bach spielte. Obwohl im Jahr 1945 im Zuge der Befreiung für ca. fünf Monate französische Offiziere einquartiert wurden, welche den Flügel benützten, blieb dieser dennoch intakt.

Als Lieblingsschriftsteller Sieglbauers kann der französische Schriftsteller, Musikkritiker und Pazifist Romain Rolland bezeichnet werden.

Sieglbauer war eher ein Außenseiter, der bei sich zu Hause keinen gesellschaftlichen Umgang pflegte. Eher verschlossen und in sich gekehrt konnte er sich im Kreise seiner engsten Familie auch humorvoll öffnen. Aufgrund einer gewissen Lärmempfindlichkeit hatte sein Arbeitszimmer im ersten Stock eine Doppeltür mit schalldämmenden Pölstern.

Grundsätzlich stand er früh auf, fütterte als Erstes seine geliebten Meisen im großen Garten (Sommer wie Winter) und begab sich dann auf einen etwa einstündigen Spaziergang, um sich für den Arbeitstag zu rüsten.

## Werdegang
Sieglbauer studierte Medizin an der Universität Wien und hatte 1896 erste Kontakte zur Anatomie.
Von 1898 bis zu seiner Promotion 1902 blieb er als Demonstrator beim Wiener Anatomie-Demonstrator Carl Toldt.
Nach der Promotion folgte eine kurze Zeit als Assistent bei Carl Rabl an der Karl-Ferdinands-Universität in Prag, von wo er aber nach der Abberufung Rabls nach Leipzig wieder zurück nach Wien kam und 1904 bei Anton von Eiselsberg als Operationszögling in der I. Chirurgischen Klinik begann.
Von der Anatomie begeistert wandte er sich 1905 von der Chirurgie ab und folgte seinem ehemaligen Lehrer Carl Rabl als Kustos und Assistent nach Leipzig. Dort war er von 1905 bis 1915 tätig und habilitierte sich 1911 mit einer Arbeit über die Entwicklung der Vogelextremität, wodurch er als Dozent für normale Anatomie weiterarbeitete.
1915 wurde er zum Militär eingezogen und rückte in Wien als Hoch- und Deutschmeister ein. Als landsturmpflichtiger Zivilarzt kam er nach Belgrad, wo er bis 1917 Leiter des bakteriologischen Laboratoriums des Landeskrankenhauses in Belgrad war.

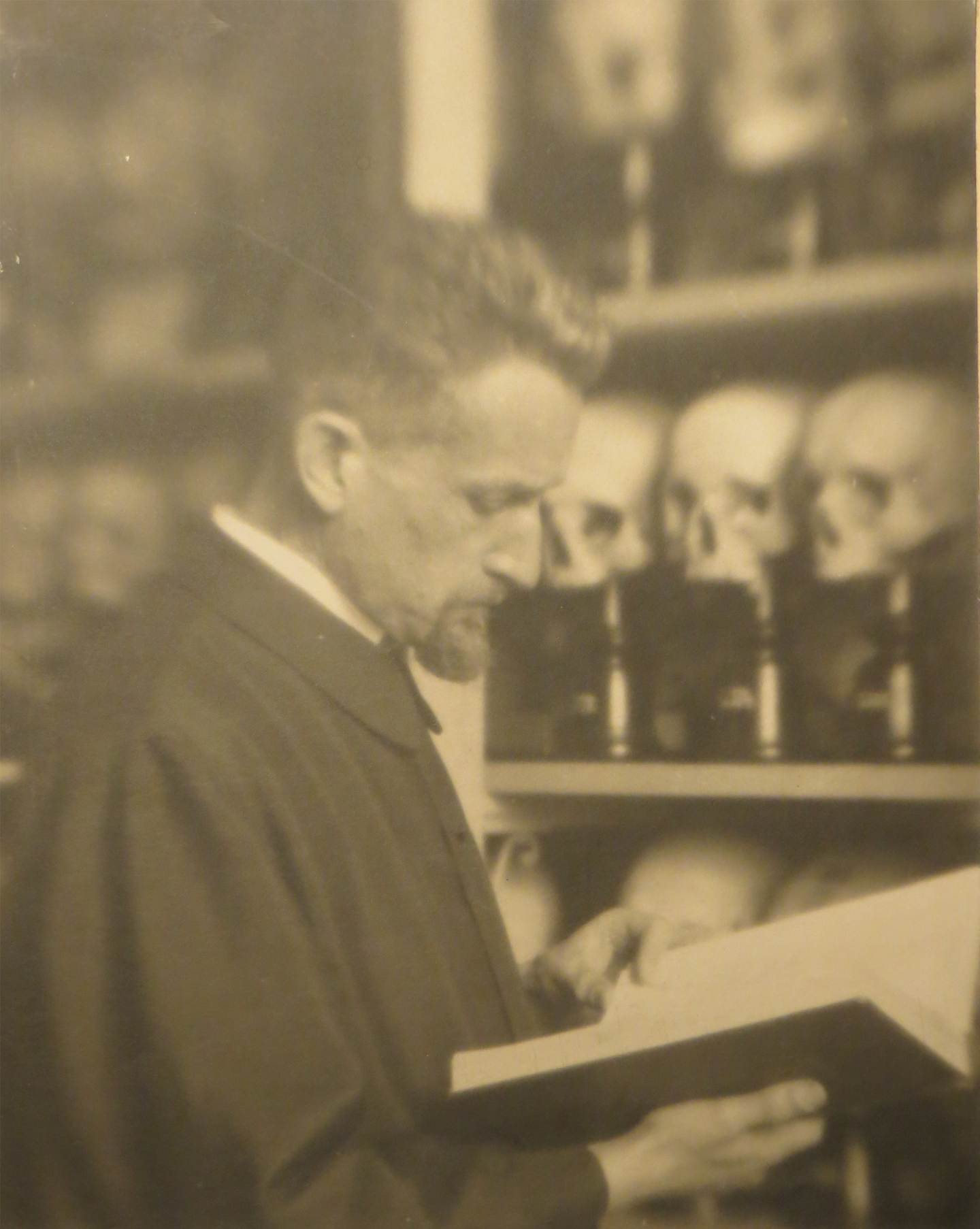
Sieglbauer zum 50. Geburtstag vor seiner Schädelsammlung

1917 erhielt er einen Ruf nach Innsbruck und wurde bereits am 10. März 1918 zum Vorstand des Anatomischen Institutes in Innsbruck ernannt. Als Inhaber der Lehrkanzel für die nächsten 28 Jahre prägte er das Institut. Sein Schwerpunkt, den er in enger Verbundenheit mit den Universitäten in Prag und Leipzig pflegte, war die deskriptive und topografische Anatomie.
Obwohl er anfangs nur einen Assistenten zur Seite hatte und schlechte Unterrichtsvoraussetzungen gegeben waren, konnte er eine große Studentenzahl unterrichten. Von seiner Hand stammt eine große Anzahl heute noch erhaltener Unterrichtstafeln.
Anatomische Großmodelle, die in der Sammlung zu sehen sind, hat er mit seinem Präparator Franz Zima entwickelt.
Sein internationales Renommée kommt auch dadurch zum Ausdruck, dass Sieglbauer
- im Jahr 1920 Hans Held (Universität Leipzig) für seine Forschungen im Bereich der Nervengewebe und
- im Jahr 1927 Ludwig Haberlandt (Universität Innsbruck) für seine Pioniertätigkeit der hormonalen Empfängnisverhütung (Vorarbeiten zur Entwicklung der Antibabypille)

zur Verleihung des Nobelpreises vorschlagen werden konnte (wenn auch jeweils ohne nachfolgender Verleihung).
Am 1. Februar 1939 beantragte er die Aufnahme in die NSDAP und wurde am 1. Januar 1940 aufgenommen (Mitgliedsnummer 7.889.365).
Am 15. Dezember 1943 wurde durch einen Bombentreffer vor allem die von Sieglbauer geschaffene anthropologische Schädel- und Abgusssammlung zerstört.
Im gleichen Jahr beendete Sieglbauer die Praxis, die Leichen von Hingerichteten aus München-Stadelheim (wegen politischer und anderer Delikte), St. Johann im Pongau, Landeck und Jenbach als Studienleichen für das Institut anliefern zu lassen.
Als Sieglbauer nach Kriegsende 1945 von französischen Sicherheitsbehörden auf die Herkunft der Studienleichen befragt wurde, räumte er ein, dass sich die Medizinische Fakultät bzw. möglicherweise der Dekan persönlich um Leichentransporte aus den Kriegsgefangenenlagern bemüht hatten und jedenfalls über deren Herkunft informiert war. Er selbst bestritt jedoch, sich je um die Herkunft der seinem Institut überstellten Leichen gekümmert zu haben oder für deren Beschaffung verantwortlich gewesen zu sein. Auch der Inhalt der Genfer Konvention mit ihren Bestimmungen zum Umgang mit Kriegsgefangenen sei ihm völlig unbekannt gewesen.
1946 wurde er aus Alters- und politischen Gründen in den Ruhestand versetzt, arbeitete aber wissenschaftlich für das Institut weiter.
Im Februar 1948 befanden sich noch 13 konservierte Leichen aus der NS-Zeit als wissenschaftliches Material im Leichenkeller des Institutes. Den französischen Behörden wurde schnell deutlich, dass den Angehörigen der Universität im Zuge ihrer international üblichen wissenschaftlichen Verwertung von Leichen (auch von Hingerichteten) keine Mitschuld am Tod der Betroffenen anzulasten war. Am 27. August 1948 wurde das französische Untersuchungsverfahren eingestellt, weil das Anatomische Institut nicht in die Ermordung der Kriegsgefangenen involviert war.
Die große Zahl seiner Schüler – er prüfte weit über 3000 persönlich und vermittelte den angehenden Ärzten auch seine Berufsauffassung – kannte ihn als Vortragenden, der sie mit kräftigen Worten in die Medizin einführte. Deswegen war er auch als Redner für volkstümliche Universitätsvorträge tätig.

## Wissenschaftliches Werk
Sein wissenschaftliches Werk umfasst neben seinen Arbeiten in der vergleichenden Entwicklungsgeschichte auch frühzeitig Stellungnahmen und Gedanken zum Unterricht zur Hochschuldidaktik. Außergewöhnlich didaktisch begabt, erkannte er frühzeitig, dass dem Studenten entsprechende Unterlagen geboten werden müssten. So schuf er 1929 Zeichenmappen, die als Grundlage in der Vorlesung dienten und Anleitungen zum Präparieren ganzer Leichen enthielten.
Als Krönung seines Lebenswerkes wird sein Lehrbuch der normale Anatomie des Menschen, welches in allen neun Auflagen (erste Auflage 1927, 9. Auflage 1953) von ihm persönlich betreut wurde, angesehen.

Das Buch Forschung und Forscher der Tiroler Ärzteschule (1945–1947) wurde Felix Sieglbauer, anlässlich seines 70. Geburtstags, von seinem Professoren-Kollegium der medizinischen Fakultät der Universität Innsbruck gewidmet. Eine Reihe von wissenschaftlichen Arbeiten wurde in geschlossener Form dem Jubilar gewidmet, um damit der allgemeinen Verehrung Ausdruck zu verleihen, die diesem ärztlichen Lehrer und Forscher weit über die Landesgrenzen hinaus entgegengebracht wurde. Unter anderem ist darin zu lesen: 

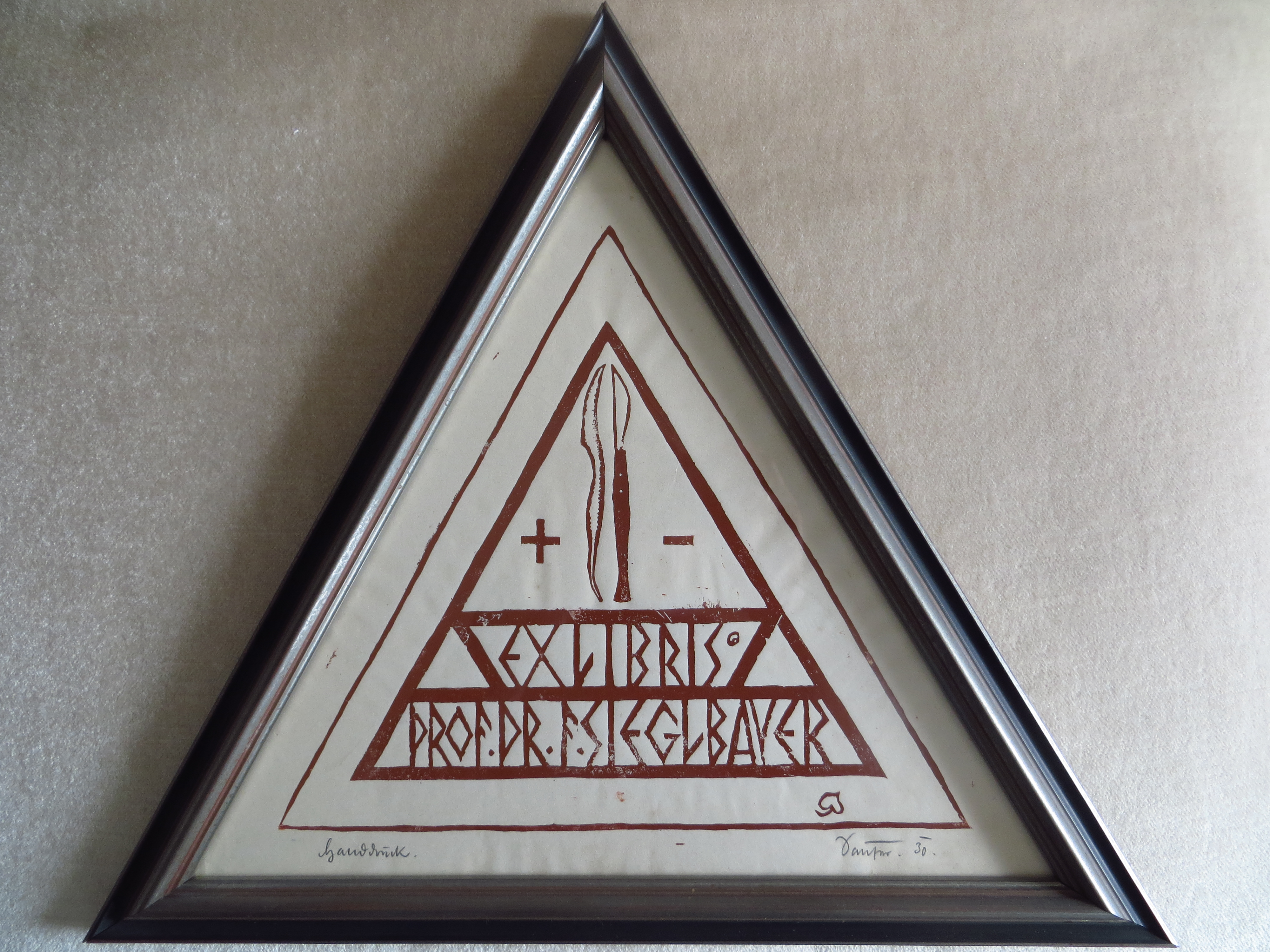
Exlibris für Sieglbauer vom Nachfolger Sauser

„[…] Unsere medizinische Fakultät hatte das Glück, fast möchte ich sagen: die Gnade, in Felix Sieglbauer den idealen Vertreter des Grundfaches, der Anatomie, 30 Jahre lang zu besitzen. Einen vorbildlichen Lehrer, der den Stoff klar zu gliedern und die Glieder wieder zu lebendiger Einheit zu fügen verstand, wie er es dann in seinem Lehrbuch, allgemein gültig und weit über Innsbruck hinausreichend, gestaltete. […] Eine so gerundete Persönlichkeit von untadeligem Charakter musste nicht nur auf die jungen Mediziner tiefsten Eindruck machen sie übte auch stillen aber nachhaltigen Einfluss auf die Formung der Fakultät und der Universität. […]“

„[…] Felix Sieglbauers 70. Geburtstag gibt der medizinischen Fakultät und ihrem Professorenkollegium die festliche Gelegenheit, eine Reihe von wissenschaftlichen Arbeiten in geschlossener Form der Jubilar zu widmen und damit der allgemeinen Verehrung Ausdruck zu verleihen, die diesem ärztlichen Lehrer und Forscher weit über die Landesgrenzen hinaus entgegengebracht wird. […] Das anatomische Museum wurde in der Zeit seiner Wirksamkeit aus einem Raritätenkabinett zu einer Sehenswürdigkeit, denn es bewahrt nicht nur wissenschaftliche Lehr- und Schaupräparate, vielfach von seiner Hand, sondern auch eine Reihe von anatomischen Modellen, Schöpfungen seines Ideenreichtums, wie sie kaum ein anatomisches Museum in dieser Universalität zeigt. Ein Juwel dieser Sammlung, die anthropologische Abteilung, wurde allerdings am 15. Dezember 1943 das Opfer eines Bombenangriffes, der mit dem Institutsgebäude auch das Lebenswerk Sieglbauers und ihn selbst schwer traf. […] Sieglbauer war im goetheschen Sinne nicht nur ein „Prospektor“, sondern auch ein „Proplastiker“, seine anatomische Meisterschule erstreckte sich nicht nur auf den Präparier Saal, sondern auch auf das anatomische Modellieren der angehenden Ärzte. […] Kongenial einem Braus, einem Mollier, einem Tandler, freundschaftlich verbunden einem Bluntschli und Heidenhain leitete er gemeinsam mit Ranzi und Schumacher, mit Pommer und Haberer und manchem anderen viele Jahr die Geschicker der Tiroler Ärzteschule. […]“

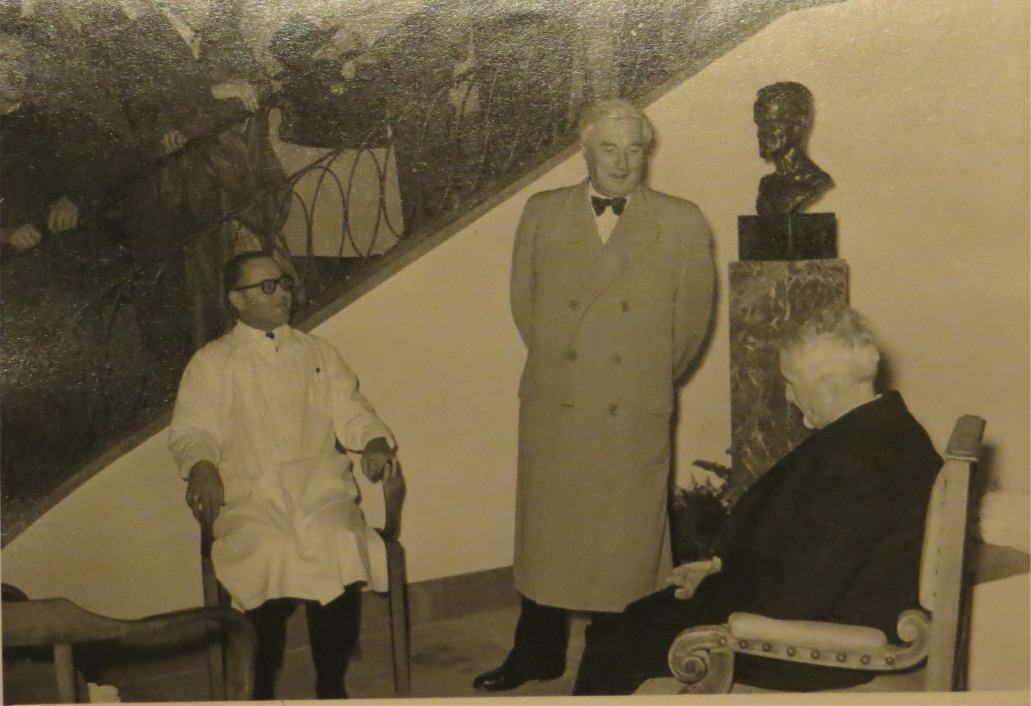
Sieglbauer (re.) mit Nachfolger Sauser (li.) bei Einweihung der Sieglbauer-Büste

„[…] Im ersten Eindruck gehört Sieglbauer zu jenen Anatomen, die über das Morphologische hinaus das Funktionelle und vor allem das chirurgisch-praktisch Bedeutungsvolle besonders betonen. Das kam in seinen Studien über den Bewegungsapparat vollendet zur Geltung. Nicht minder in seiner ständigen Forderung nach dem Einbau des Röntgenbildes als Lehrmittel in den anatomischen Unterricht. Hier, in der ‚anatomisch gesehenen Biologie‘ spannt sich der Bogen zur allgemeinen Physiologie, die zum festgehaltenen Rahmen wurde. So wurden dem Studenten die Grundlagen der Perkussion und Auskultation in Sieglbauers Vorlesungen eindeutig geklärt und überzeugend dargetan, dass das chirurgische Handeln anatomisch unterlegt sein muss. Situs-Demonstrationen, von Sieglbauer selbst gehalten, blieben unvergesslich. Schon dem Mediziner im 3. Semester wurde es im Präpariersaal klar, dass die Grundlagen der Abdominal-Chirurgie in rein anatomischen Linien gegeben sind. Im toten Körper wurde ihm Anlage, Zweck und Bedeutung des Peritoneums zum Erlebnis. […]“

„[…] auch wir stehen unter dem Eindruck, dass nicht einseitiges Spezialistentum, sondern der von Sieglbauer geforderte Consensus Partium der Wissenschaft nottut. […] Besonders für die Lehre vom zentralen und autonomen Nervensystem ist nach Sieglbauer der ständige Kontakt der theoretischen, vor allem der anatomischen und psychologischen Arbeit mit der Klinik unerlässlich. […] Die Tatsache, dass sich die Metallsplitter an großen Gefäßen und den bindegewebigen Septen zu fangen pflegen, weist auf die Wichtigkeit des Zusammenhanges mit den anatomischen Verhältnissen im Sinne Sieglbauers hin und erleichtert wesentlich die Auffindung dieser Splitter bei der Operation. Das Splittersuchgerät von Siemens hat sich dabei nicht besonders bewährt. […] So eröffnen sich für die Auffassung der Restitutionsvorgänge im Gehirn ganz neue Aspekte, die jener Zusammenarbeit zwischen der praktischen Heilkunde und den theoretischen Fächern der Biologie zu verdanken ist, die Sieglbauer programmatisch gefordert hat.“

## Sonstige Werke
Sieglbauer beschäftigte sich auch intensiv mit Goethes Begriff der Morphologie und wusste um die verschiedenen Einschätzungen: Synthetiker begrüßten sein Werk, während Analytiker wie der Anatom und Embryologe K. E. V. Baer, der Physiologe du Bois-Reymond und der Botaniker Jul. Sachs den morphologischen Arbeiten Goethes jeden Wert absprachen. Er meinte, Goethe war kein Gelehrter, sondern ein Weiser, ein Weisender, er war kein Naturforscher, sondern ein Naturschauer.

## Schriften (Auswahl)
- Muskeln und Nerven der Schildkrötenextremität. Verh.anat.Ges. 22.Vers., Berlin, 22.–25. April 1908: 283–288.
- Unter einen am Lebenden beobachteten Torsus occipitalis. Der Militärarzt, Nr. 6: 1–7.
- Die normale Anatomie in ihrer Entwicklung und in ihren Beziehungen zur praktischen Medizin. Sieglbauer, Felix. – Leipzig : G. Thieme, 1918.
- Lehrbuch der normalen Anatomie des Menschen. Sieglbauer, Felix. – Berlin : Urban & Schwarzenberg, 1927.
- Anatomische Zeichenmappe. Sieglbauer, Felix. – Berlin : Urban & Schwarzenberg, 1929.
- Bemerkungen zur vorläufigen Liste von 1931 der Nomina anatomica. Sieglbauer, Felix. – Innsbruck, Anatom. Inst., 1932.
- Anleitung zum Präparieren ganzer Leichen. Sieglbauer, Felix. – Innsbruck : Anatom. Inst., 1932.
- Lehrbuch der normalen Anatomie des Menschen. Sieglbauer, Felix. – Berlin : Urban & Schwarzenberg, 1935.
- Anatomische Zeichenmappe. Sieglbauer, Felix. – Wien : Urban & Schwarzenberg, 1950.
- Anleitung zu Präparieren ganzer Leichen. Sieglbauer, Felix. – Innsbruck : Anatomisches Inst. d. Universität, 1966.